# ایکینجی چاقان
ایکینجی چاقان(به لاتین: İkinci Çağan) یک منطقه مسکونی در جمهوری آذربایجان است که در شهرستان شماخی واقع شده است.